# 오션스8
《오션스8》(영어: Ocean's Eight)는 2018년 개봉한 미국의 하이스트, 코미디 영화이다. 게리 로스가 감독과 공동 각본을 맡았다. 영화 《오션스 일레븐》 3부작의 여성판 스핀 오프 영화이다.

## 출연
- 산드라 블록 - 데비 오션 역
- 케이트 블란쳇 - 루 역
- 헬레나 보넘 카터 - 로즈 역
- 앤 해서웨이 - 다프네 클루거 역
- 리한나 - 나인 볼 역
- 세라 폴슨 - 태미 역
- 민디 캘링 - 아미타 역
- 아콰피나 - 콘스탠스 역
- 리처드 아미타지 - 클로드 베커 역
- 제임스 코든 - 존 프레지어 역
- 엘리어트 굴드 - 루벤 역
- 샤오보 퀸 - 옌 역
- 리처드 로비초스 - 로렌스 역
- 데이드리 굿윈 - 교도원 역
- 다코타 패닝 - 페넬로페 역 (특별출연)
- 세레나 윌리엄스 (특별출연)